# Топала
Топала (рум. Topala) — село в Чимишлийском районе Молдавии. Относится к сёлам, не образующим коммуну.

## География
Село расположено на высоте 105 метров над уровнем моря.

## Население
По данным переписи населения 2004 года, в селе Топала проживает 896 человек (425 мужчин, 471 женщина).
Этнический состав села:
| Национальность | Число жителей | Процентный состав |
| -------------- | ------------- | ----------------- |
| молдаване      | 852           | 95.09             |
| русские        | 12            | 1.34              |
| румыны         | 11            | 1.23              |
| гагаузы        | 9             | 1.0               |
| болгары        | 7             | 0.78              |
| украинцы       | 3             | 0.33              |
| цыгане         | 1             | 0.11              |
| прочие         | 1             | 0.11              |
| Всего          | 896           | 100%              |